# Jesse Bal
Jesse Bal (* 1. Oktober 2006) ist ein niederländischer Fußballspieler.
Er spielt seit seiner Kindheit für Sparta Rotterdam. Zudem ist er Nachwuchsnationalspieler der Niederlande.

## Karriere

### Verein
Jesse Bal kam als U9-Spieler in die Jugendabteilung von Sparta Rotterdam und gab an seinem 17. Geburtstag bei der 1:2-Niederlage im Stadtduell bei Excelsior Rotterdam sein Profidebüt in der Eredivisie.

### Nationalmannschaft
Als Nachwuchsnationalspieler der Niederlande vertrat Jesse Bal sein Land in seiner bisherigen aktiven Karriere in den Altersklassen U16, U17 und U18. Mit der U17-Nationalmannschaft von „Oranje“ nahm er an der Europameisterschaft 2023 in Ungarn teil, schied allerdings dort mit seiner Mannschaft nach der Gruppenphase aus.